# Mistrzostwa Świata U-19 w Rugby Union Mężczyzn 1969
Mistrzostwa Świata U-19 w Rugby Union Mężczyzn 1969 – pierwsze mistrzostwa świata U-19 w rugby union mężczyzn zorganizowane przez FIRA, które odbyły się w Barcelonie w dniach od 2 do 6 kwietnia 1969 roku.

## Klasyfikacja końcowa
| Miejsce | Reprezentacja       |
| ------- | ------------------- |
| 1       | Francja U-19        |
| 2       | Maroko U-19         |
| 3       | Rumunia U-19        |
| 4       | Włochy U-19         |
| 5       | Hiszpania U-19      |
| 6       | Czechosłowacja U-19 |
| 7       | Portugalia U-19     |
| 8       | Hiszpania B         |